# Мадита
Едита Маловчич (на немски: Edita Malovčić, родена на 21 януари 1978 г.), по-известна със сценичното си име Мадита (на немски: Madita), е австрийска певица и актриса от босненски произход. Нейният баща е босненският народен певец Кемал Маловчич. Музиката на Мадита варира от синтпоп до R&B и джаз.

## Биография
Едита Маловчич е родена във Виена и е дъщеря на босненския народен певец Кемал Маловчич от първия му брак с жена от Сърбия. Мадита твърди, че не поддържа контакти с баща си от много години и че „няма добри спомени“ за него.

## Кариера

### Актьорска кариера
Едита учи музикология и взема частни уроци по актьорско майсторство. През 1999 г. участва в австрийския филм Nordrand, който печели много награди. Темата на филма е войната в Босна и Херцеговина. След първия си успех тя играе в много филми като „Берлин е в Германия“ (2001 г.), Kaltfront (2003), „Желари“ (2003) и „Четири минути“ (2006 г.). Тя също така играе в телевизионните сериали „СОКО Кицбюел“, „Инспектор Рекс“ и „Медикоптер 117“.

### Музикална кариера
Първата изява на Мадита като певица е през 2002 г., когато пее за дуото DZihan_& Kamien и албума им Gran Riserva. Първият ѝ солов албум Madita излиза през 2005 година. През декември 2005 г. албумът е издаден и в iTunes Music Store, където достигна топ 3 в Electronic Album Chart. Месеци по-късно певицата достига челни места и в класации в други страни. Най-големият ѝ успех е достигането на номер 1 в класацията на UK Music Music. През 2007 г. песента Ceylon от същия албум е включена в епизод на „Щети“.
През 2008 г. певицата издава втория си албум, Too, в Австрия. В САЩ албумът е издаден на 28 март 2008 г., както и на iTunes Store. Две години по-късно, Мадита издава Flavours, албум с девет песни – пет предишни неиздадени и четири ремикса. Албумът е с общо времетраене 50 минути и е издаден от лейбъла Gran Depot Music. Той също така е част от по-голяма колекция, озаглавена Madita Deluxe, която включва подбор от по-стари и нови песни на Мадита.

## Личен живот
Мадита има син (роден през 2003 г.).

## Филмография
- 1999: Nordrand – Тамара
- 2000: Mysteries of Disco
- 2001: Берлин е в Германия – Людмила
- 2003: Калтфронт – Сандра
- 2003: Желари – Марие
- 2005: Nur für Mozart
- 2006: Четири минути – младата Трауде
- 2008: Der Knochenmann
- 2009: The Bone Man – Анна
- 2009: Zweiohrküken – Мари
- 2013: Blood Glacier – Таня
- 2014: The Lies You Sleep With

Телевизионни сериали
- 2000: Медикоптер 117, Комисар Рекс, Джулия, eine ungewöhnliche Frau, Der Briefbomber
- 2001: Der Ermittler, Медикоптер 117, СОКО Кицбюел, Инспектор Рекс
- 2002: Инспектор Рол, Инспектор Рекс, Медикоптер 117
- 2004: Ein Starkes Team – „Zahn der Zeit“, Ein Starkes Team – „Sippenhaft“
- 2005: Tatort – „Schneetreiben“, Ein Starkes Team – „Zahn um Zahn“
- 2006: Зодиак
- 2007: Tatort – „Der Finger“
- 2015: Altes Geld
- 2016: Таторт – „Im gelobten Land“

## Дискография
- Madita (2005) [7]
- Too (2008) [8]
- Pacemaker (2010) [9]
- Madita Deluxe (2012) [10]
- Flavours (2012) [11]